# 銀ナノ粒子
銀ナノ粒子（ぎんナノりゅうし、英語: Silver nanoparticles）は、通常粒径1-100 nmの銀のナノ粒子である。ナノ銀、ナノ純銀などとよばれることもある。
しばしば「銀」と表現されるが、比表面積が大きいため、大部分が酸化銀で構成されるものもある。その用途に応じて様々な構造のナノ粒子を容易に作製できる。その構造としては球形が一般的だが、ひし形や薄いシート構造もよく見られる。
表面積が極端に大きいため多くの配位子がナノ粒子に配位することができる。医療への応用可能な銀ナノ粒子の特性については、その潜在的な効果や毒性、コストを評価するため、実験室レベルで研究がなされている。
光学的・電気的・熱的特性を有し、これらを生かしたさまざまな工業製品が研究開発され実用化されている。たとえば、銀イオンを低い濃度で持続的に放出する性質から、さまざまな細菌に対して抗菌作用を示すことがわかっており、抗菌性コーティング剤などに使用されている。また、電気伝導性を利用して、電子回路に塗布する導電性インクに用いられている。

## 「ナノ銀」による放射性物質の除染
2013年2月6日、高エネルギー加速器研究機構(KEK)放射線科学センター主催の研究会｢放射線検出器とその応用｣において、放射性物質で汚染された土壌に銀ナノ粒子とコラーゲン溶液との懸濁液を噴霧すると除染に効果がある、との実験データが報告された。この実験について、2月27日内閣総理大臣夫人安倍昭恵が研究者の一人である板橋区ホタル生態環境館の阿部宜男を訪問、3月6日には参議院本会議で生活の党森裕子から調査研究の必要性が質問されたが、文部科学大臣下村博文は、日本原子力研究開発機構などによる試験の結果効果は確認されなかった旨を答弁した。